# Coupez!
Coupez! es una película de comedia de zombis francesa de 2022 dirigida por Michel Hazanavicius. Es una nueva versión francesa de la película japonesa de 2017 カメラを止めるな! - Kamera o Tomeru na!. Está protagonizada por Romain Duris y Bérénice Bejo. La película gira en torno a un equipo que rehace la película representada en la película original. Yoshiko Takehara repite su papel como productora.
La película se estrenó en Francia el 17 de mayo de 2022 y fue elegida por el Festival de Cine de Cannes como su película de apertura.

## Reparto
- Romain Duris como Rémi
- Bérénice Bejo como Nadia
- Grégory Gadebois como Philippe
- Finnegan Oldfield Como Raphaël
- Matilda Lutz como Ava
- Sébastien Chassagne como Armel
- Raphaël Quenard como Jonathan
- Lyes Salem como Mounir
- Simone Hazanavicius como Romy
- Agnès Hurstel como Laura
- Charlie Dupont como Fredo
- Luàna Bajrami como Johanna
- Raïka Hazanavicius como Manon
- Jean-Pascal Zadi como Faith
- Yoshiko Takehara como Matsuda

## Producción
El rodaje comenzó el 19 de abril de 2021 en París.

## Lanzamiento
La película estaba programada para estrenarse en el Festival de Cine de Sundance en enero de 2022, pero se retiró del festival después de que se cancelaran las proyecciones en persona en respuesta a un aumento en los casos de COVID-19. Posteriormente se anunció que se estrenaría en el Festival de Cine de Cannes de 2022. Originalmente programado para el 15 de junio de 2022, el lanzamiento nacional en Francia se adelantó al 17 de mayo de 2022, el mismo día del estreno en el festival. En abril de 2022, el Instituto Ucraniano instó al festival y a Hazanavicius a cambiar el nombre del título francés de la película, Z (comme Z), ya que la letra Z se había convertido en un símbolo militarista en apoyo de la invasión rusa de Ucrania. Hazanavicius al principio dijo que era demasiado tarde para cambiar el título, pero se aseguró de que la película fuera mencionada exclusivamente por el título internacional, Final Cut, durante el festival. Sin embargo, el 25 de abril de 2022, se anunció que el título francés se cambió a Coupez!.